# Revolution (álbum de Tiësto)
Revolution es un álbum producido por el DJ y productor Tiësto. Fue lanzado el 7 de mayo de 2001 bajo el sello de Virgin Records. Esta producción está dividida en dos partes, el Disco Uno es llamado Darkside (Lado Oscuro) y el Disco Dos Brightside (Lado Claro).

## Lista de canciones
| Darkside |                                                   |                                         |          |  |
| N.º      | Título                                            | Música                                  | Duración |  |
| 1.       | «Innocente (Falling In Love)» (DJ Tiësto Remix)   | Delerium                                | 5:58     |  |
| 2.       | «Melódica»                                        | Leama                                   | 8:11     |  |
| 3.       | «Golden Desert (Part 2)»                          | LN Movement                             | 3:33     |  |
| 4.       | «So Strong»                                       | Ben Shaw                                | 6:06     |  |
| 5.       | «Innocence»                                       | Joker Jam                               | 6:34     |  |
| 6.       | «Cried To Dream» (Max Graham Remix)               | Bullitt                                 | 5:56     |  |
| 7.       | «From Within»                                     | DJ Dazzle                               | 5:05     |  |
| 8.       | «Lovin'» (Fred Numf vs. Five Point O Remix)       | Hardy Heller & Ray Boye                 | 4:04     |  |
| 9.       | «Running On E»                                    | J.T. Functions                          | 3:37     |  |
| 10.      | «Castle Rock» (Fred Numf vs. Five Point O. Remix) | Wheed Baskin                            | 4:47     |  |
| 11.      | «Wasteland» (Chab Remix)                          | Kamaya Painters                         | 6:11     |  |
| 12.      | «Passenger» (Marc O'Tool Remix)                   | Ballroom                                | 5:13     |  |
| 13.      | «Vegas» (Fear & Loathing Mix)                     | Agnelli & Nelson                        | 3:19     |  |
| 14.      | «Zuluu»                                           | V-Three                                 | 2:50     |  |
| 15.      | «The Search» (Time & Space Mix)                   | The Francesco Farfa Meets Pleasure Team | 5:18     |  |

| Brightside |                                              |                     |          |  |
| N.º        | Título                                       | Música              | Duración |  |
| 1.         | «People Want To Be Needed» (DJ Tiësto Remix) | The Auranaut        | 5:46     |  |
| 2.         | «Sunset On Ibiza»                            | Three Drives        | 4:22     |  |
| 3.         | «Sunrise» (Pulser Remix)                     | Goldenscan          | 4:43     |  |
| 4.         | «Open Your Eyes» (Insigma Remix)             | Insigma             | 5:59     |  |
| 5.         | «Mysteries Of Life»                          | Airwave             | 5:03     |  |
| 6.         | «Lost Vagueness» (Oliver Lieb's Main Mix)    | Utah Saints         | 4:22     |  |
| 7.         | «Voyage»                                     | Yahel & Eyal Barkan | 5:16     |  |
| 8.         | «Flesh» (DJ Tiësto Mix)                      | Jan Johnston        | 6:23     |  |
| 9.         | «Stringer»                                   | Riva                | 5:43     |  |
| 10.        | «Labyrinth Part 1»                           | Moogwai             | 5:54     |  |
| 11.        | «Sunrise At Palamos»                         | M.I.K.E.            | 4:54     |  |
| 12.        | «Flight 643»                                 | DJ Tiësto           | 6:27     |  |
| 13.        | «Industry»                                   | The Green Martian   | 3:50     |  |
| 14.        | «Moonshine»                                  | Planisphere         | 6:03     |  |
| 15.        | «Strange World» (2000 Remake)                | Push                | 3:03     |  |

- Datos: Q7318644